# 老河坝乡
老河坝乡，是中华人民共和国四川省乐山市马边彝族自治县曾经下辖的一个乡，目前已被废止。2020年5月，撤销老河坝乡、荍坝乡，设立荍坝镇，以原老河坝乡和原荍坝乡石丈空村、双河村、茶叶村、会步村、龙桥村、东升村、水平溪村、金华村所属行政区域为荍坝镇的行政区域。

## 行政区划
老河坝乡撤销前下辖以下地区：
灯塔村、坪和村、惠定村和桃溪村。